# Замок Огмор
Замок Огмор (англ. Ogmore Castle, валл. Castell Ogwr) — руины валлийского замка рядом с деревней Огмор-бай-Си, к югу от города Бридженд, Гламорган, Уэльс. Стоит на южном берегу реки Эвенни и на восточном берегу реки Огмор. Памятник архитектуры первой категории.

## История
Возведение замка Огмор предположительно началось примерно в 1106 году, а укрепление на этом месте существовало ещё до нормандского завоевания. В своём труде The historie of Cambria, now called Wales: a part of the most famous yland of Brytaine Карадок из Лланкарфана писал, что нормандский рыцарь Роберт Фиц-Хэмон пожаловал владения с замком Вильгельму де Лондру, одному из легендарных Двенадцати рыцарей Гламоргана. В 1116 году Вильгельм де Лондр был вынужден оставить замок под натиском валлийцев. Его дворецкому Арнольду приписывают оборону замка от валлийского нападения во время отсутствия хозяина; за это он был посвящён в рыцари, став сэром Арнольдом Батлером, а также получил в награду замок и поместье Данрейвен.
По обычаю того времени, получение владений и титула сопровождалось возведением аббатства или монастыря. Вильгельм де Лондр построил аббатство Эвенни полутора километрах от замка. Также в трёх километрах располагался приорат Эвенни, который сын Вильгельма, Морис де Лондр, присоединил к замку в 1141 году. Считается, что Морис построил продолговатую цитадель, которая, скорее всего, является самым старым нормандским замком в Гламоргане. Крепость к северу от главных ворот была первым каменным зданием, построенным в 1120-х годах. Это одновременно самое высокое сохранившаяся часть замка и одно из старейших зданий Южного Уэльса. Томас де Лондр, сын Мориса, заменил деревянный палисад каменной стеной примерно в 1200 году.

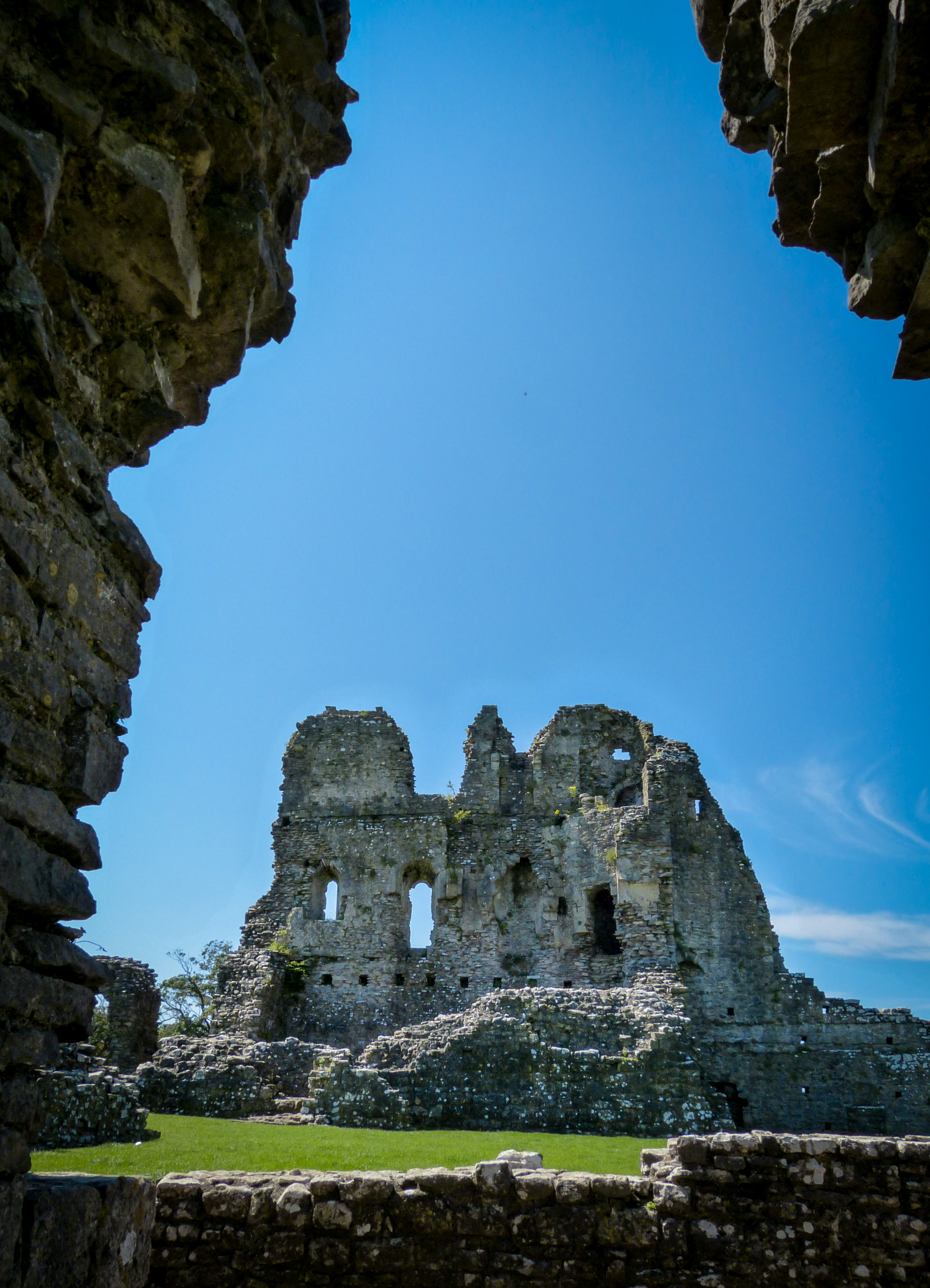
Руины замка Огмор

После того, как дочь и наследница Томаса де Лондра, Авиза, вышла замуж за Патрика Чауорта из Кидвелли, земли перешли в семью Чауорт; в конечном итоге в 1298 году замок унаследовал 1-й герцог Ланкастер, правнук Авизы. Огмор остаётся в собственности герцогства Ланкастерского по сей день.

## Белая дама
По легенде призрак Белой дамы (валл. Y Ladi Wen) («Белая леди») охраняет скрытые в замке сокровища.
Её дух должен был скитаться по полям и лесам вокруг замка, пока мужчина не наберётся смелости приблизиться к ней. Когда такой мужчина в конце концов нашёлся, дух привёл его к сокровищу (наполненному золотом котлу), спрятанному под тяжёлым камнем в старой башне замка, и позволил ему забрать половину сокровищ себе. Однако позже мужчина вернулся и забрал оставшуюся половину сокровищ. Это разозлило дух, чьи пальцы превратились в когти, и он напал на мужчину, когда тот возвращался домой. Он тяжело заболел, но скончался лишь после того, как признался в своей жадности. После этого болезнь, известная как «месть Белой дамы», настигала любого, кто был близок к нахождению спрятанного сокровища.
Легенды о Белой даме в замке связаны с поверьем, что в реке Огмор обитают духи тех, кто умер, не раскрыв местонахождение спрятанных сокровищ. Эти духи освободятся лишь тогда, когда сокровища будут найдены и брошены вниз по течению в реку.